# Zottiger Augentrost
Der Zottige Augentrost (Euphrasia hirtella) ist eine Pflanzenart aus der Gattung der Augentrost-Pflanzen (Euphrasia).

## Beschreibung
Der Zottige Augentrost wächst als einjährige Pflanze die von Juni bis September blüht. Er erreicht Wuchshöhen bis über 25 cm. Die borstigen Stängel sind drüsig.
Die Blüten erscheinen achselständig. Die gegenständigen, eiförmigen und grob gezähnten bis gesägten, drüsigen, behaarten Laubblätter sind sitzend. Die purpur-weißen oder bläulich-weißen Blüten mit doppelter Blütenhülle sind zwittrig. Der vierteilige, schmal becherförmige Kelch ist drüsig und die fünfteilige Krone ist zweilippig mit längerer, dreiteiliger Unterlippe mit meist einem gelben Fleck. Die Oberlippe ist helmförmig verwachsen. Es sind 4 kurze, didynamische, eingeschlossene Staubblätter vorhanden. Der zweikammerige Fruchtknoten ist oberständig.
Es werden kleine und behaarte, vielsamige, lokulizidale Kapselfrüchte im Kelch gebildet.

## Vorkommen
Der Zottige Augentrost wächst in den Alpen bis auf 3000 Meter Höhe und gedeiht häufig in Gebirgen,  auf Magerrasen, Magerwiesen und Trockenrasen. Er bevorzugt Böden mit weniger Kalk und mäßig trockenen bis ganz trockenen Untergrund. Zudem ist er wärmeliebend. Man findet ihn in Europa bis Kasachstan und Russland sowie in der Volksrepublik China der Mongolei als auch in Korea.

## Häufigkeit
Der Zottige Augentrost ist sehr selten anzutreffen. So wurde er in der Roten Liste von Bayern 2024 in den Alpen als ausgestorben oder verschollen eingetragen.

## Zeigerwerte nach Ellenberg

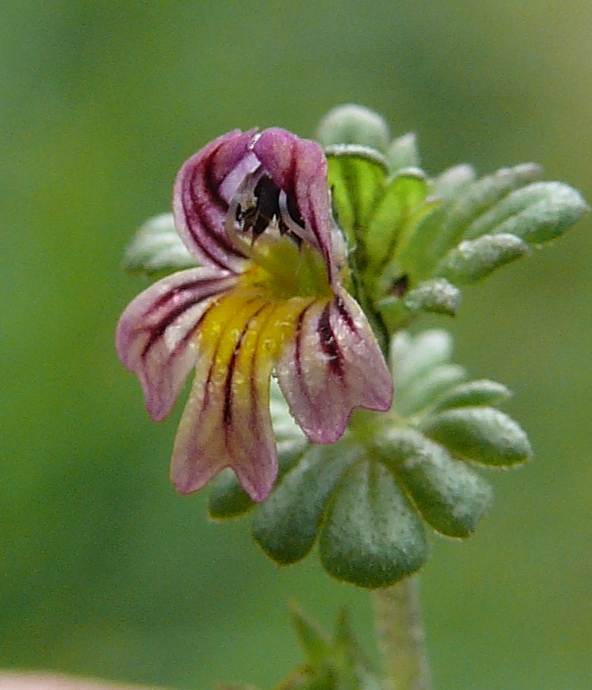
Blüte

| Lichtzahl            |  | L:             | 8   | = Lichtpflanze                                   |
| Temperaturzahl       |  | T:             | 3   | = Kühlezeiger                                    |
| Kontinentalitätszahl |  | K:             | 3   | = ozeanisch bis subozeanisch                     |
| Feuchtezahl          |  | F:             | 5   | = Frischezeiger                                  |
| Reaktionszahl        |  | R:             | 4   | = Mäßigsäure- bis Säurezeiger                    |
| Stickstoffzahl       |  | N:             | 2   | = stickstoffarme bis -ärmste Standorte anzeigend |
| Salzzahl             |  | S:             | 0   | = nicht salzertragend                            |
|                      |  |                |     |                                                  |
| Lebensform           |  | Lebensform:    | T   | = Therophyt                                      |
|                      |  |                |     | Halbparasit                                      |
| Blattausdauer        |  | Blattausdauer: | S   | = sommergrün                                     |
| Soziologie           |  | Soziologie:    | 511 | = Nardetalia                                     |